# 帰無仮説
科学的な実験データの解析で多用される推計統計学において、帰無仮説（きむかせつ、英語: null hypothesis; H0で示されることが多い）は、２つの標本セット間の差（例えば測定データの平均の差、標本平均の差）が偶然によるものであるとする説。なお、英語圏で用いられる null hypothesis は統計学よりも科学用語であり、観察されたいかなる差（数値データに限らない）も偶然だけによるものである、とする説を指す。帰無仮説は「棄てられる運命にあるように選ぶ」ことからこの名がある。統計検定を用いることで、帰無仮説が真である尤度を計算することが可能である。

## 基本的定義
「帰無仮説」と「対立仮説」は、統計検定において使われる推測である。統計検定は、データに基づいて結論に至る、あるいは決定を行うための形式的手法である。帰無仮説と対立仮説は母集団の統計モデルに関する推測であり、母集団の標本に基づいている。検定は統計的推論の中核的な要素であり、科学実験データの解釈において頻繁に用いられる。
有意の検定において調べられる意見が帰無仮説と呼ばれる。有意性の検定は、帰無仮説に対する反証の強さを検証するために設計される。大抵、帰無仮説は「効果がない」あるいは「差がない」ことを述べている。記号H0で表わされることが多い。
帰無仮説と排反な仮説を対立仮説と呼び、H1やHaで表わされる。

### 例
2つの無作為標本（1つは男性、1つは女性）の試験の点数を考える。2つの群は互いに異っているだろうか? 考えられる帰無仮説は、男性の平均点が女性の平均点と同一であるというものである。
H0: μ1 = μ2
上式において、
H0 = 帰無仮説
μ1 = 母集団1の平均
μ2 = 母集団2の平均
より強い帰無仮説は、2つの標本が分布の分散と形状が等しいような同一の母集団から取られた、というものである。

## 用語
単純仮説
母集団分布を完全に規定している仮説。こういった仮説では、いかなる統計量の標本分布もサンプルサイズのみの関数である。
複合仮説
母集団分布を完全に規定しない仮説。例: 特定されている平均と特定されていない分散を持つ正規分布を規定する仮説。
単純仮説と複合仮説の区別はネイマンとピアソンによって成された。
正確な仮説
正確なパラメータ値を規定する仮説。例: 母集団平均μ = 100。同義語は点仮説。
不正確な仮説
パラメータの範囲あるいは間隔を規定する仮説。例: μ ≤ 100; 95 ≤ μ ≤ 105。
フィッシャーは検定のために正確な帰無仮説を要求した。
片側仮説（片側検定を使って検定される）は、パラメータの値が
- 特定の値以上、または
- 特定の値以下

のいずれかとして規定される不正確な仮説である。
片側仮説は方向性（directionality）を持つといわれる。
フィッシャーの最初の例（紅茶の違いのわかる婦人）は片側検定であり、帰無仮説は非対称であった。全てのカップを正しく推測する確率は全てのカップを誤って推測する確率と同じであったが、フィッシャーは正しく推測することのみが婦人の主張と両立できる、と記した。

## 推薦文献
- 柳本 武美「統計的検定における帰無仮説の理解」『応用統計学』第20巻第2号、1991年、97–108頁、doi:10.5023/jappstat.20.97。